# Amphoriscus elongatus
Amphoriscus elongatus är en svampdjursart som beskrevs av Poléjaeff 1883. Amphoriscus elongatus ingår i släktet Amphoriscus och familjen Amphoriscidae. Inga underarter finns listade i Catalogue of Life.